# High Trestle Trail

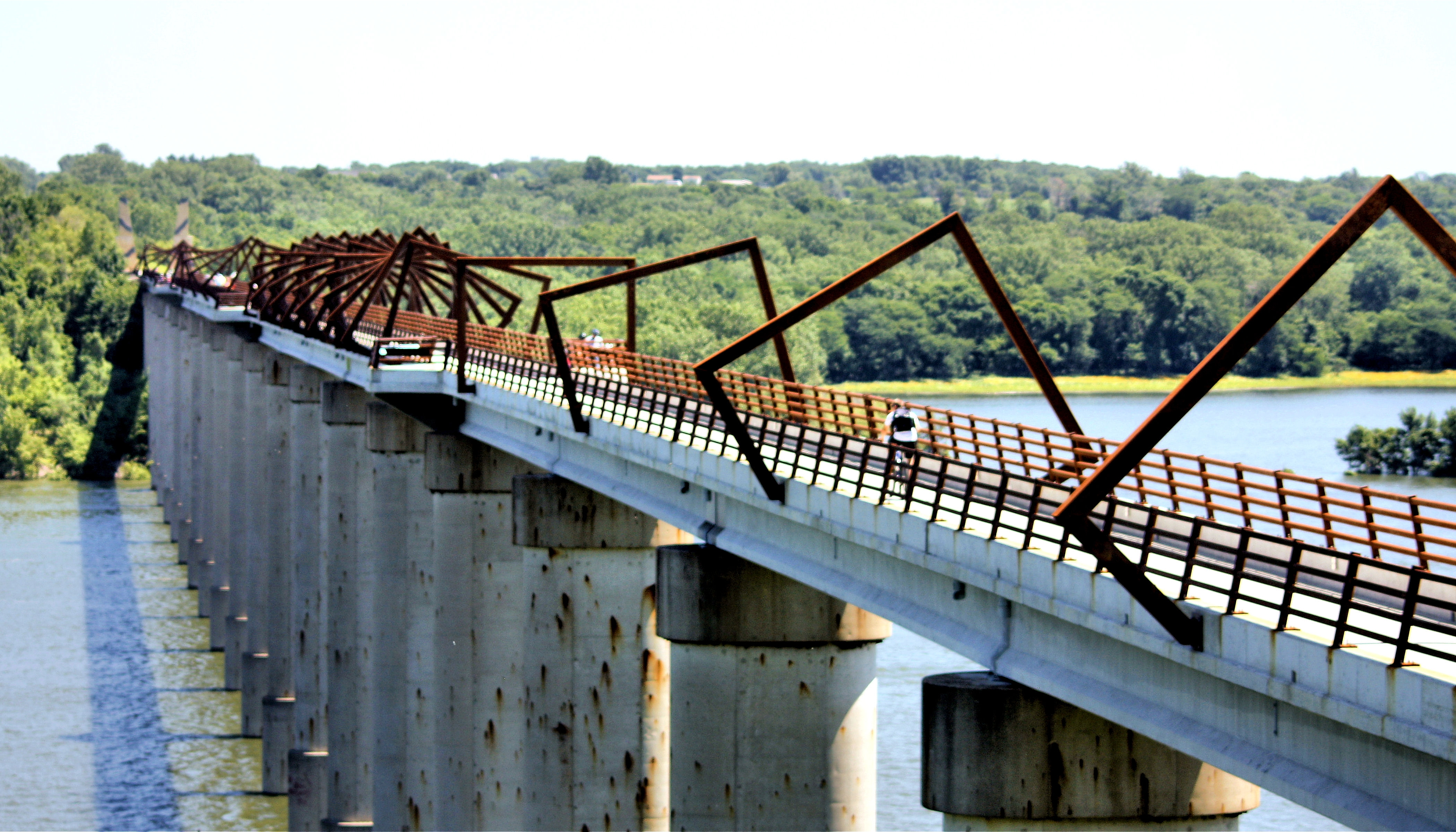
Le pont à chevalets où passe le sentier High Trestle Trail.

High Trestle Trail est un sentier ferroviaire reliant la ville d'Ankeny jusqu'à Woodward au centre de l'Iowa (États-Unis), Cette voie verte a été inaugurée le 30 avril 2011,,,,. Le sentier touristique passe par les comtés de Polk, Story, Boone, et Dallas. Le nom du sentier vient d'un ancien pont érigé en 1913 qui enjambait la rivière de Des Moines, entre les villes de Madrid et Woodward.
La direction du conseil de conservation et l'Iowa Natural Heritage Foundation estiment que plus de 3000 usagers l'empruntent chaque semaine. Le sentier est une composante majeure d'une paire de boucles de 100 milles (160 km) qui se rencontreront près de Des Moines.

## Développement
Le High Trestle Trail suit une ancienne voie de chemin de fer de transport de marchandises de l'Union Pacific Railroad (UPRR) située entre Woodward et Ankeny en Iowa. L'UPRR a proposé pour la première fois le retrait de la ligne en 2003. L'Iowa Natural Heritage Foundation (INHF), qui a conduit d'autres projets de sentiers dans l'Iowa, a acheté à l'UPRR ce corridor de 439 acres en 2005. l'UPRR a, en contrepartie, offert des terres d'une valeur de plus de 3 millions de dollars. L'INHF a transféré une partie des terrains à des organismes partenaires des cinq villes et des quatre comtés du corridor.
La réalisation du sentier, conçu par la firme d'ingénierie Snyder and Associates, a commencé début 2006 et inclut une section longue de 1010 pieds dans Woodward. En 2007, sont réalisés les aboutissements (début et fin) du sentier à Woodward and Ankeny. En 2005, un crédit de 5,6 millions de dollars provenant du Congrès a permis le lancement du projet. Avec l'aide de subventions supplémentaires de l'État et du gouvernement fédéral, 20 milles de sentiers supplémentaires ont été complétés et ouverts au public en 2008.
La dernière partie à être complétée était le pont haut sur la rivière Des Moines. Une subvention de 1,75 million de dollars de Vision Iowa, un projet de la Iowa Economic Development Authority, a permis de financer la construction d'une nouvelle superstructure de pont, conçue par Shuck-Britson et dessiné par RDG Dahlquist Art Studio. Le projet a été officiellement achevé avec l'ouverture publique du pont en avril 2011. Après son achèvement, le sentier s'est vu décerner un prix du projet Mid American Energy Trails and Greenways en octobre de la même année,.

## Le pont Trestle

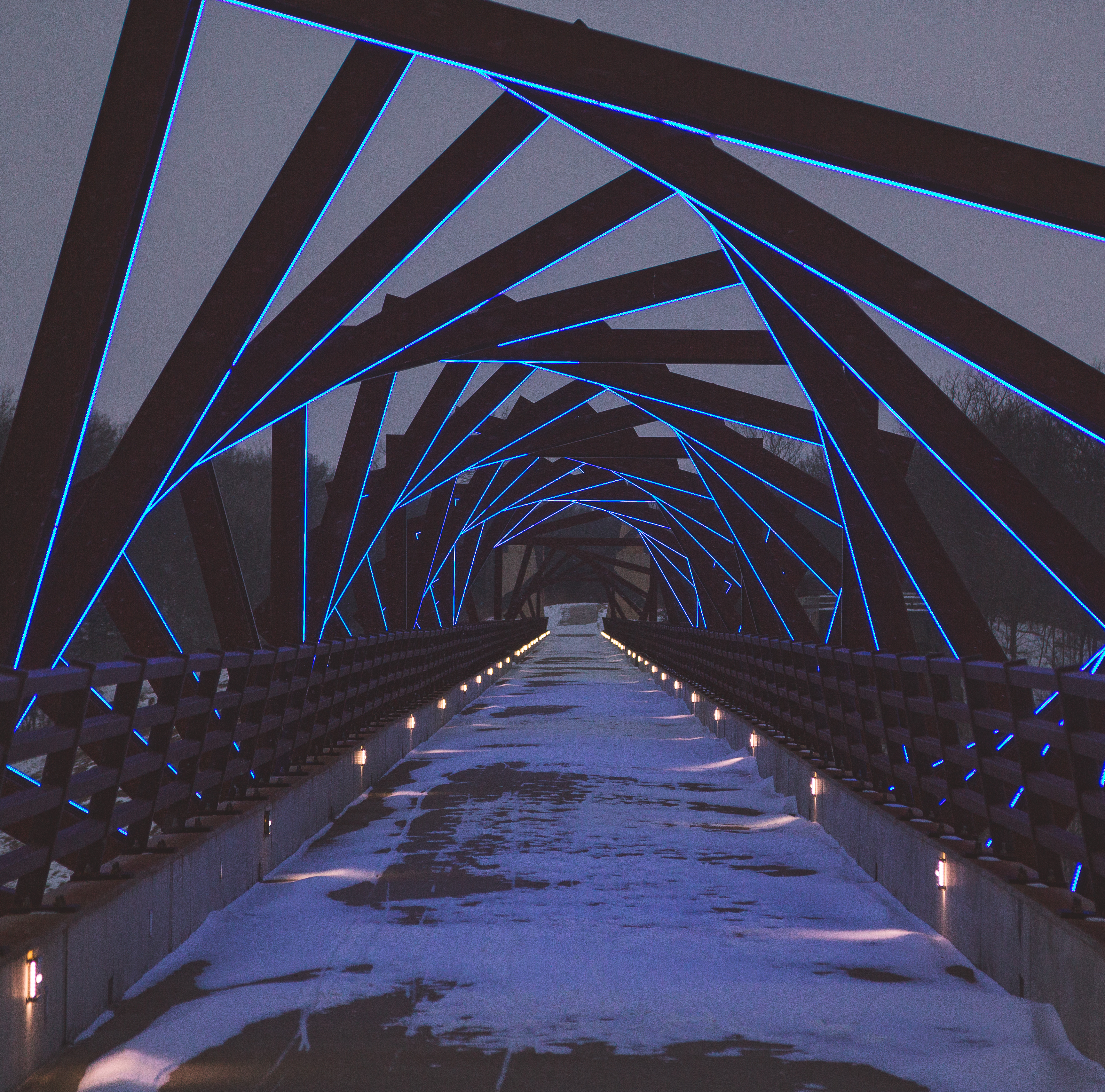
High Trestle Bridge la nuit.

Le pont sur chevalets de 13 étages (40 mètres de haut) et près d'un demi-mille (770 mètres de long) offre une vue panoramique sur la vallée de Des Moines et est situé près des puits de mine où travaillaient des familles d'immigrants italiens et d'autres qui se sont installés à proximité.
Le tablier du pont comprend une structure décorative qui représente la vue à travers un puits de mine,,, et sa conception comprend un éclairage décoratif qui reste allumé jusqu'à 22 h 30 l'été et jusqu'à 21 h l'hiver,,.
Le pont a été construit à l'origine dans les années 1970 pour transporter du trafic ferroviaire sur une ligne de la voie de Milwaukee. Avec le retrait de cette ligne de chemin de fer au début des années 2000, le tablier du pont original a été enlevé et ses poutres en forme de « I » en acier ont été réutilisées pour un nouveau pont de l'Union Pacific situé à Boone. Cependant, les piliers (ou chevalets) sont restés en place, et les piliers d'origine supportent maintenant un nouveau pont conçu pour les piétons et les cyclistes. Entre l'enlèvement du tablier d'origine et la construction de son remplacement, la ligne à file unique de piliers en béton non reliés entre eux était informellement connue sous le nom de « Stonehenge de l'Iowa ».
Le 2 avril 2015, la BBC a nommé le pont High Trestle Trail Bridge comme l'une des plus étonnantes passerelles du monde.

## Points de départs du sentier
Voici les différents points de départ des sentiers :
- Ankeny
- Sheldahl
- Slater
- Madrid
- Woodward

## Jonctions à d'autres sentiers de découverte
Le High Trestle Trail se connecte à Slater au Heart of Iowa Nature Trail de 32 milles (51 km) dans les comtés de Story et Marshall. Une connexion à Des Moines est prévue via le Big Creek State Park, et le Neal Smith Trail de 26 milles (42 km),,,,. Une troisième liaison est prévue entre Woodward et Perry jusqu'au sentier de 90 milles (140 km) de la vallée de la rivière Raccoon.
Le sentier High Trestle Trail se trouve entre deux boucles de 100 milles (160 km) de sentiers près de Des Moines. La boucle à l'ouest comprend le sentier de Raccoon River Valley Trail (la vallée de la rivière Raccoon) et le Clive Greenbelt Trail (sentier de la Ceinture de verdure). La boucle à l'est comprend le sentier Heart of Iowa Nature Trail, le sentier Chichaqua Valley Trail et le sentier Gay Lea Wilson Trail.